# 焦德
焦德，是匈牙利巴兰尼亚州所辖的一个村。总面积3.25平方公里，总人口694，人口密度213.5人/平方公里（2011年1月1日）。